# Bonellia loeflingii
Bonellia loeflingii är en viveväxtart som först beskrevs av Carrasquel, och fick sitt nu gällande namn av B. Ståhl, Källersjö. Bonellia loeflingii ingår i släktet Bonellia och familjen viveväxter. Inga underarter finns listade i Catalogue of Life.